# Paweł Bogdański
Paweł Bogdański – polski lekarz, dr hab. nauk medycznych, profesor i kierownik Katedry i Zakładu Leczenia Otyłości, Zaburzeń Metabolicznych oraz Dietetyki Klinicznej Wydziału Medycznego Uniwersytetu Medycznego im. Karola Marcinkowskiego w Poznaniu.

## Życiorys
W 1998 ukończył studia medyczne w Akademii Medycznej im. Karola Marcinkowskiego w Poznaniu, 23 czerwca 2004 obronił pracę doktorską Ocena stężenia czynnika martwicy nowotworów (TNF-alfa) oraz poszukiwanie jego współzależności z wartościami leptynemii i insulinemii u otyłych hipertoników, 12 czerwca 2013 habilitował się na podstawie pracy zatytułowanej Wybrane czynniki ryzyka sercowo-naczyniowego u pacjentów z nadciśnieniem tętniczym (na podstawie cyklu publikacji). 29 stycznia 2018 uzyskał tytuł profesora nauk medycznych.
Został zatrudniony na stanowisku profesora nadzwyczajnego w Katedrze i Klinice Chorób Wewnętrznych, Zaburzeń Metabolicznych i Nadciśnienia Tętniczego na I Wydziale Lekarskim Uniwersytetu Medycznego im. Karola Marcinkowskiego w Poznaniu.
Jest prodziekanem na Wydziale Medycznym Uniwersytetu Medycznego im. Karola Marcinkowskiego w Poznaniu, oraz był kierownikiem (p.o.) w Katedrze i Zakładzie Leczenia Otyłości, Zaburzeń Metabolicznych oraz Dietetyki Klinicznej I Wydziału Lekarskiego Uniwersytetu Medycznego im. Karola Marcinkowskiego w Poznaniu.
Awansował na stanowisko profesora i kierownika w Katedrze i Zakładzie Leczenia Otyłości, Zaburzeń Metabolicznych oraz Dietetyki Klinicznej na Wydziale Medycznym Uniwersytetu Medycznego im. Karola Marcinkowskiego w Poznaniu.